# (34598) 2000 TC38
2000 TC38 (asteroide 34598) é um asteroide da cintura principal. Possui uma excentricidade de 0.02557840 e uma inclinação de 12.63742º.
Este asteroide foi descoberto no dia 1 de outubro de 2000 por LINEAR em Socorro.